# Liptovská Teplá
Liptovská Teplá (maďarsky: Liptótepla) je obec na Slovensku v Žilinském kraji, okrese Ružomberok na Liptově.

## Polohopis
Obec leží od hlavního města Bratislavy 271 km, krajského města Žiliny 70 km a okresního města Ružomberok 11,3 km východně, sousedí se sedmi obcemi : Liptovská Sielnica, Liptovská Anna, Turík, Ivachnová, Bešeňová, Kalameny, Lúčky. Nachází se v nivě na pravém břehu řeky Váh
v nadmořské výšce okolo 510 m n. m.

## Popis
Nejstarší zpráva o obci pochází z roku 1264. Existenci teplianského sídliště
je možné předpokládat už před 11. stoletím. Patřilo k nejstarším v Liptově. K obci patří i osada Madočany, která byla poprvé připomínána v roce 1326.
Liptovská Teplá je charakteristická silniční řadovou zástavbou. Z památek zde nalezneme starobylý kostel, kulturní památka, jehož raně gotické části pocházejí z konce 13. století. Nejstarší zpráva o tomto kostele pochází z roku 1354. Zasvěcen byl sv. Filipovi a Jakubovi. Přestavěn byl ve 14. a 15. století, přístavba proběhla v 16. století a další stavební úpravy v druhé polovině 18. století. V kostele se nachází gotické detaily a fresky. Nástěnné malby pocházejí od Jozefa Hanuly. Budova fary je raně barokní z druhé poloviny 17. století. Další památkou je pozdně renesanční zámeček pocházející z druhé poloviny 17. století, zbarokizovaný v 18. století. V části Madočany se také nachází klasicistní zámeček s hospodářskými budovami z roku 1830.
Z významnějších osobností je možno vzpomenout Jána Literáta z Madočan, velkého falzifikátora listin, upáleného v roce 1390
v Liptovské svaté Maře. V Liptovské Teplé se narodil básník Daniel Pribiš, působil zde malíř a spisovatel Róbert Dúbravec starší, básník Michal Institoris starší, barokní spisovatel Ondrej Lucae a spisovatel Daniel Sinapius-Horčička.